# Roland (rytíř)
Rytíř Roland († 15. srpna 778 Roncevaux v Pyrenejích) byl vojenský velitel a náčelník Bretaňské marky na severozápadě Franské říše za vlády Karla Velikého. Byl zabit divokými Basky v bitvě u Roncevaux v horské soutěsce v Pyrenejích, když se vracel z jinak úspěšného tažení Karla Velikého na Pyrenejský poloostrov. Toto je jediná historická zmínka o Hruodlandovi (latinský tvar jména Roland), jak ji zapsal životopisec Karla Velikého Einhard ve svém díle Vita Karoli Magni z první poloviny 9. století.

## Roland jako hrdina chansons de geste

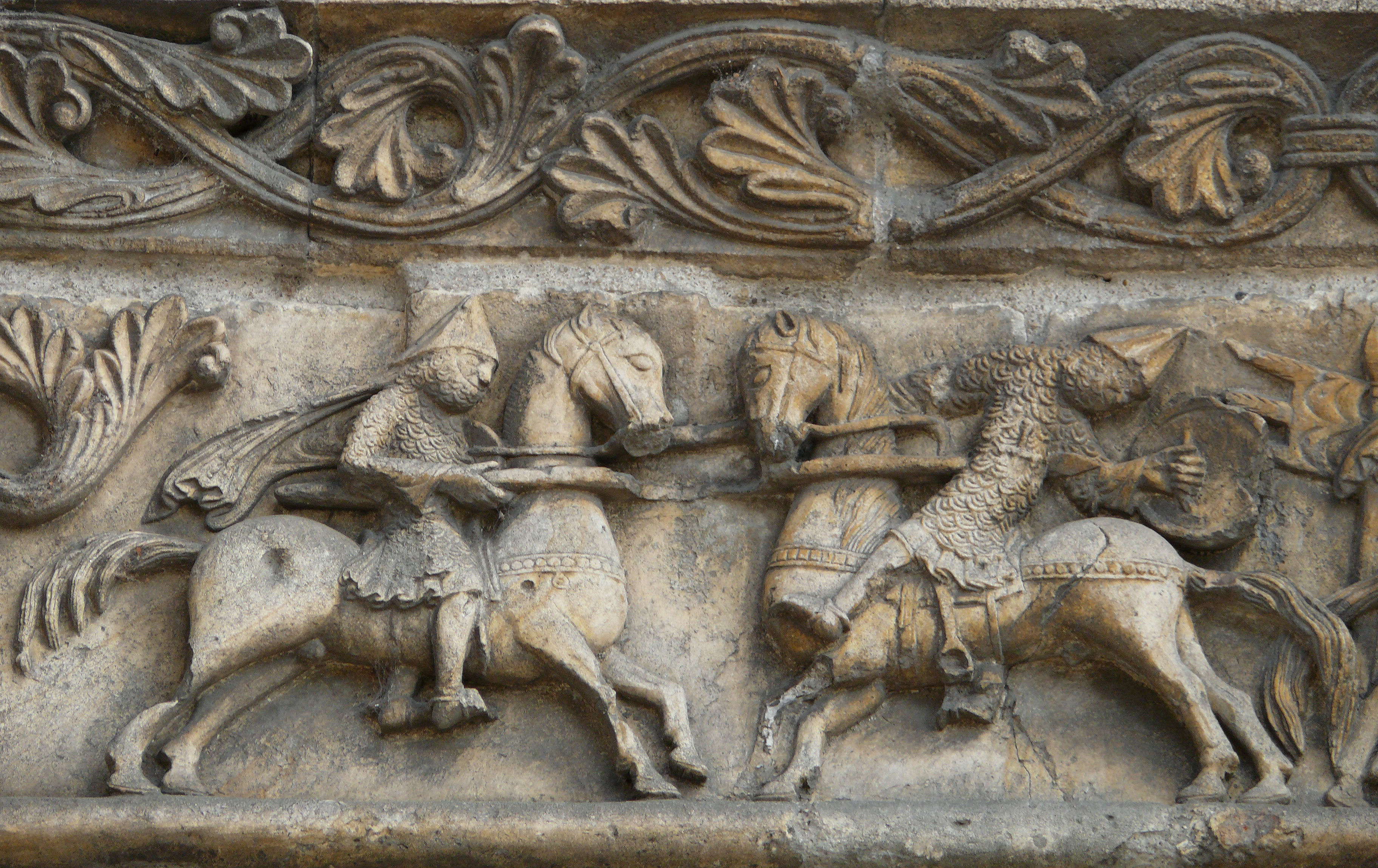
Z cyklu o Rolandovi, katedrála v Angoulême (kolem 1120)

Vyprávění o hrdinské smrti rytíře Rolanda se pravděpodobně uchovalo v rámci legend, které obsahovaly zdeformované historické vzpomínky, až se postupně stalo součástí francouzských středověkých hrdinských eposů, tzv. chansons de geste, soustředěných především do jejich Karolínského (královského) cyklu. Jako paladin císaře Karla Velikého se svým nezlomitelným mečem Durandalem a loveckým rohem Olifantem se Roland stal ideálem pozdně středověkého rytířství a předmětem mnoha dalších literárních zpracování až do moderní doby. Sochy rytíře Rolanda, často v nadživotní velikosti, se od pozdního středověku stavěly na náměstích, u radnic i na pranýřích zejména německých měst jako odznak a symbol jejich práv.

## Chansons de geste, ve kterých vystupuje Roland

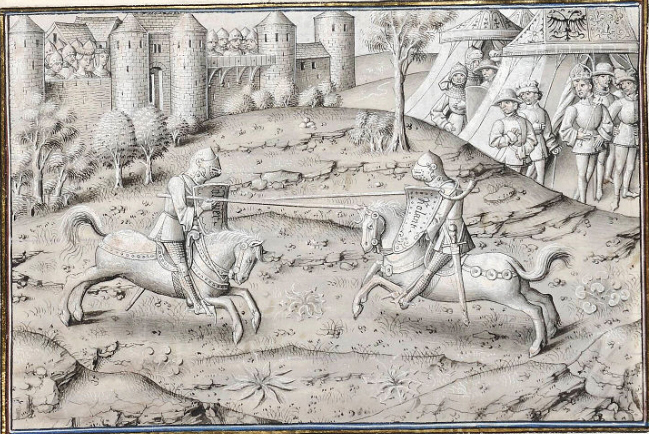
Souboj Rolanda s Olivierem, miniatura Davida Auberta (kolem 1458–1474)

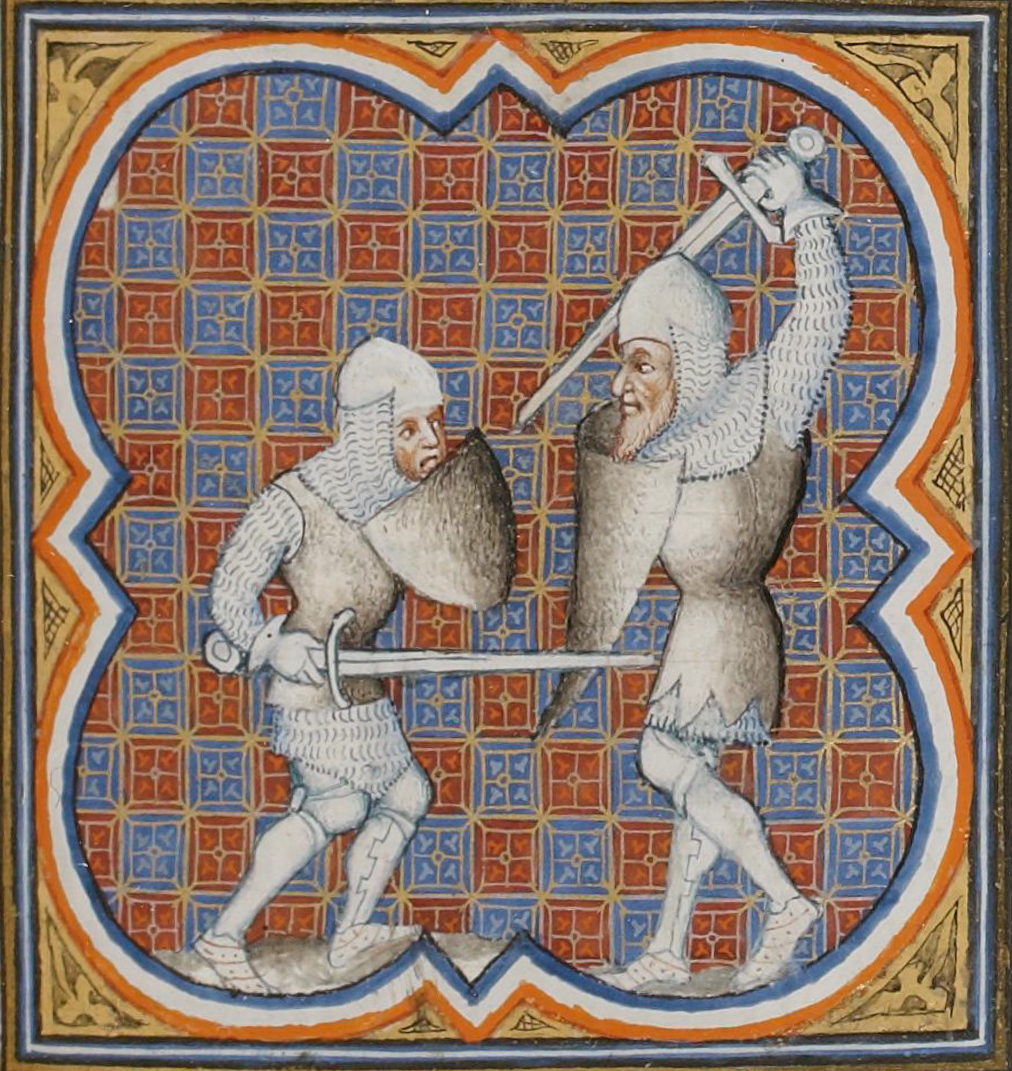
Souboj Rolanda s Ferragusem, ilustrace z Velkých francouzských kronik ze 14. století

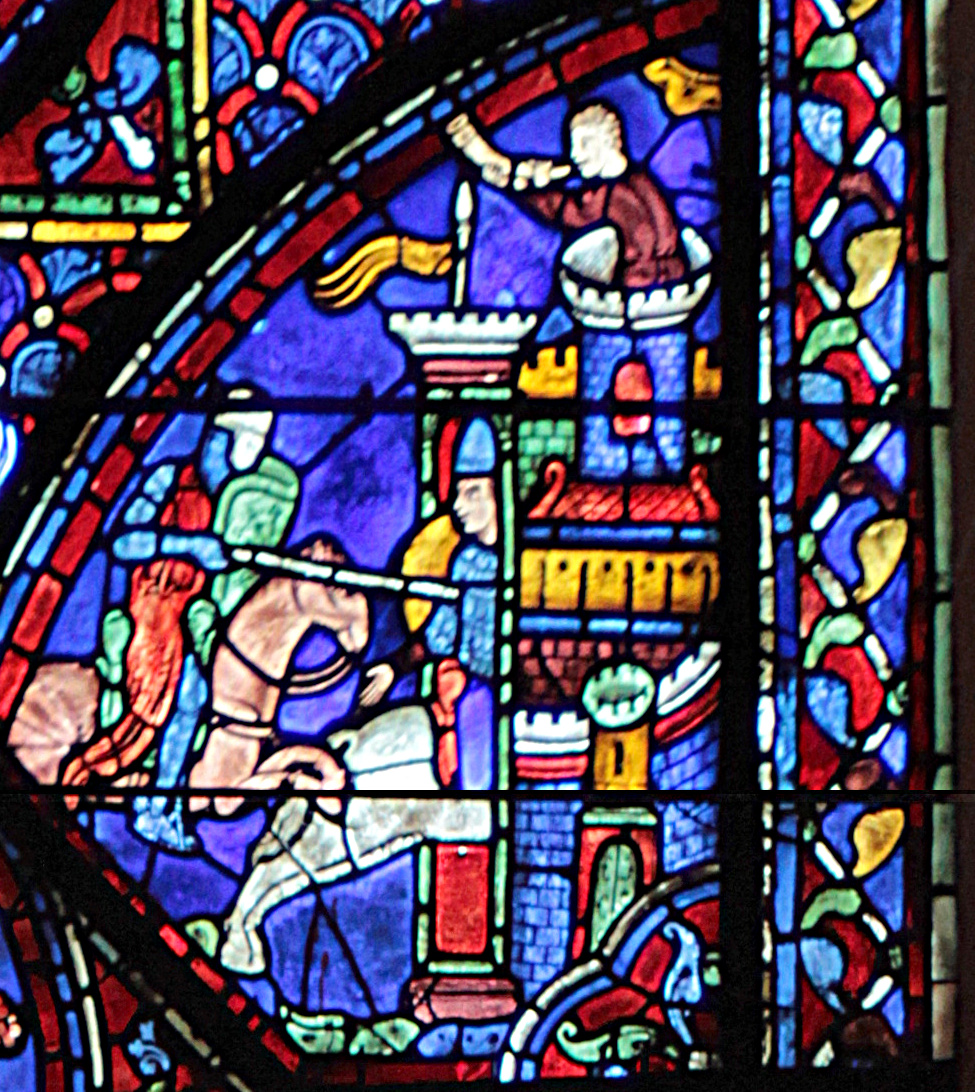
Dobytí Pamplony, vitráž v katedrále Notre-Dame v Chartres

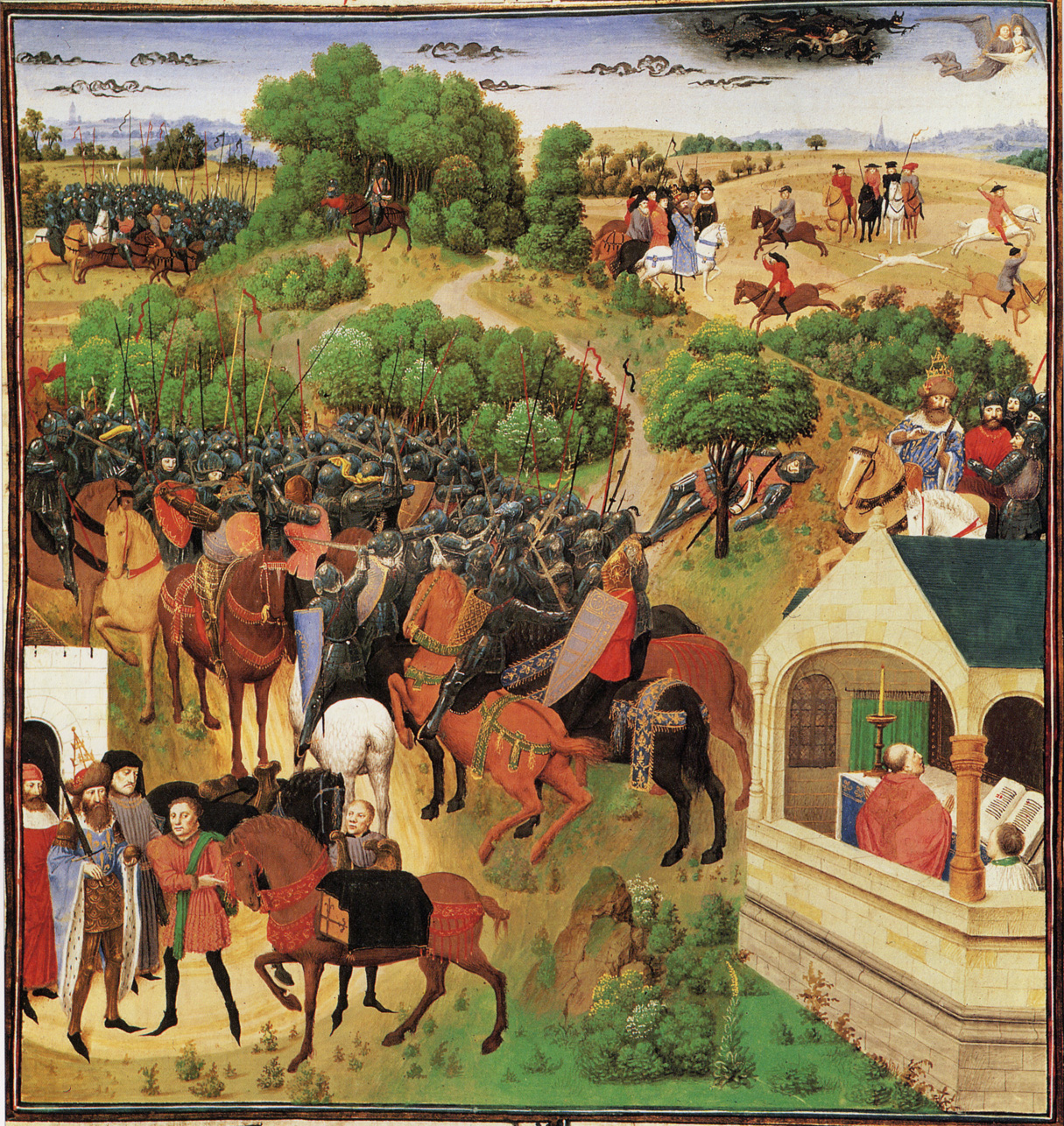
Ilustrace k Písni o Rolandovi zobrazující významné části děje (polovina 15. století).

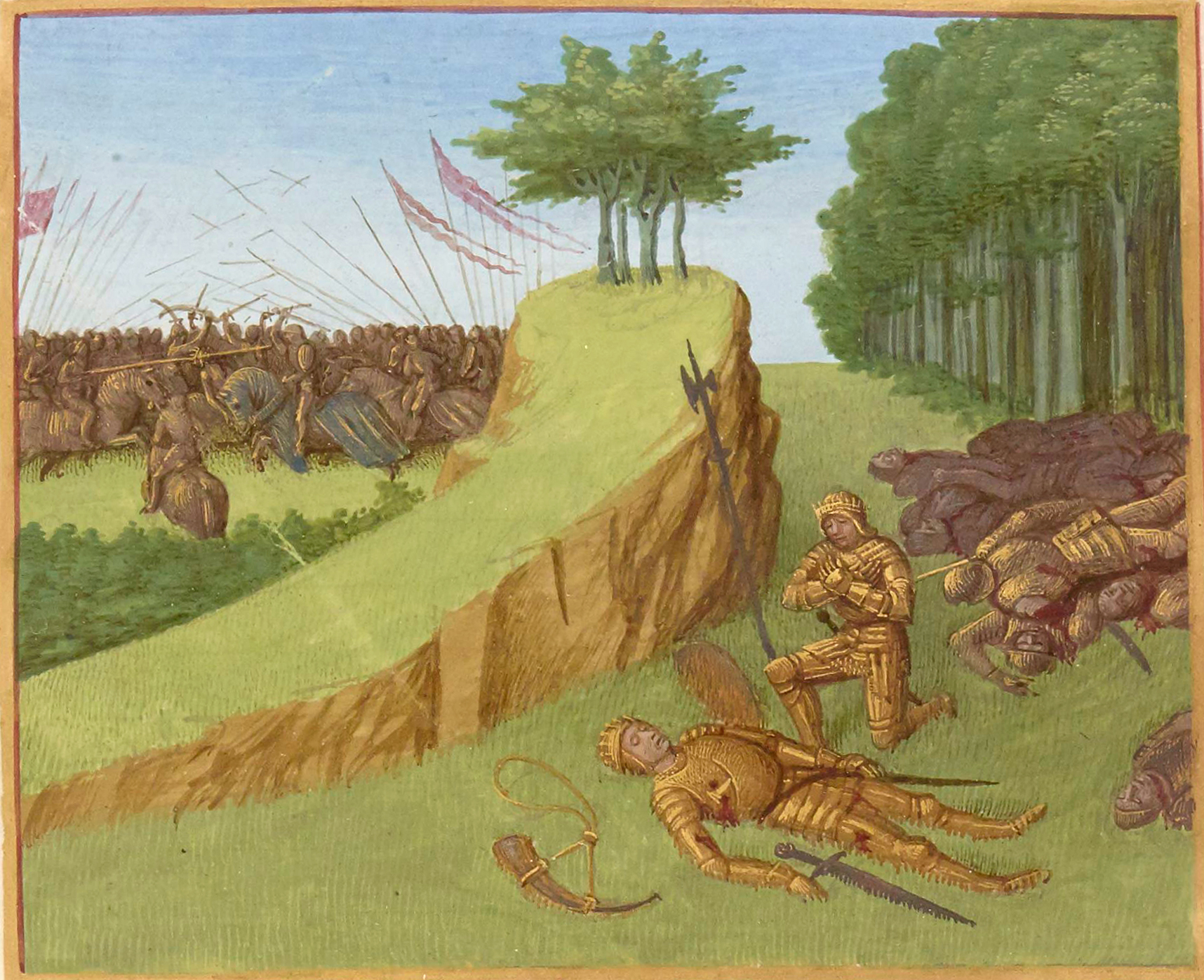
Rolandova smrt, Jean Fouquet (asi 1455–1460)

### Berta a Milon
O Rolandově narození vypráví frankoitalský epos Berta e Milon (Berta a Milon) ze 13. století. Rolandovým otcem byl prostý rytíř Milon (podle Cyklu Viléma Oranžského syn Garina z Monglane) a matkou sestra Karla Velikého Berta. Milenci museli před Karlovým hněvem utéci do Lombardie. kde se skrývali v lesích a kde se Roland (italsky Orlando) narodil.

### Orlandino
Rolandovo mládí je obsahem dalšího frankoitalského eposu Orlandino (opět ze 13. století), založeného na historické výpravě Karla do Itálie na ochranu papeže před Saracény. Při svém návratu přes Sutri sezval Karel okolní rytíře a měšťany na hostinu. Zúčastnil se jí i otrhánek Roland (Orlando), který odkládá část jídel stranou. Na otázku, proč to dělá, přizná, že pro své rodiče. Císař, udiven jeho hrdým vystupováním, jej stopuje, a tak se shledá se svou sestrou Bertou a s jejím mužem Milonem. Odpustí jim a Rolanda vezme s sebou do Francie. Po smrti Milona provdá Karel Bertu za Ganelona, který se tak stane Rolandovým nevlastním otcem.

### Aspremont
V písni Aspremont (asi 1188) se dozvídáme, jak byl Roland pasován na rytíře, když neuposlechl příkaz císaře Karla a zúčastnil se bitvy, ve které zachránil Karlovi život. Rovněž odbržel od Karla meč Durandal.

### Girart de Vienne
Obsahem eposu Girart de Vienne (počátek 13. století) z Cyklu Viléma Oranžského je vznik přátelství mezi Rolandem a Olivierem a také to, jak se stala Olivierova sestra Aude Rolandovou snoubenkou.

### Zničení Říma
V eposu Zničení Říma (Destruction de Rome) od Gautiera z Douai (13. století) dobudou Saracéni pod vedením saracénského krále Balana a jeho syna Fierabrase Řím, vyplení Baziliku svatého Petra a zavraždí papeže. Vojskům císaře Karla Velikého s Rolandem a Olivierem se podaří Řím osvobodit.

### Fierabras
Epos Fierabras (asi 1170) dějově navazuje na epos Zničení Říma. V bitvě se Saracény hrozí Rolandovi a Olivierovi zajetí a jsou zachráněni staršími spolubojovníky, kteří se jim pak posmívají. Proto Roland odmítne nastoupit k souboji, ve kterém Fierabras, opatřený balzámem hojícím každou ránu, vyzve křesťany. Nastoupí tedy proti němu zraněný Olivier. V souboji se oba sokové předhánějí v rytířské šlechetnosti. Krvácejícímu Olivierovi nabídne Fierabras svůj balzám a Olivier zase nabídne opěšalému soupeři svého koně. Nakonec se Fierabras osvícen Duchem svatým vzdá a obrátí se, stane se křesťanem a rytířem císaře.

### Renaud de Montauban
V eposu Renaud de Montauban (kolem roku 1195) z Cyklu Doona Mohučského se Roland jako rytíř Karla Velikého zúčastní nenávistných válek mezi králem a čtyřmi syny Ajmona z Dordone (Renaud, Guichard, Allard a Richard).

### Jehan de Lanson
V téměř parodickém eposu Jehan de Lanson (kolem roku 1239) je Roland poslán do Kalábrie, aby zde potlačil povstání vévody Jehana de Lanson proti Karlovi Velikému. Jehan, synovec Ganelona, který obdržel vévodství od císaře, odpadl od víry a povstal proti císaři. Roland sice v boji zabije Jehanova otce Nivarda, ale povstání se mu potlačit nepodaří. Musí proto se svým vojskem přijet samotný císař, který s pomocí kouzelníka Bazina povstalce porazí. Jehan je zbaven majetku a musí dožít v klášteře.

### Putování Karla Velikého do Jeruzaléma a Konstantinopole
V parodické písni Putování Karla Velikého do Jeruzaléma a Konstantinopole (Le Pèlerinage Charlemagne a Jérusalem et a Constantinople) z počátku 12. století doprovází císaře Karla Velikého na cestě jeho dvanáct paladinů včetně Rolanda.

### Otinel
V písni Otinel (asi 2. polovina 13. století) přináší Saracén Otinel císaři drzou nabídku od krále Garsila (Marsil), že mu ponechá Normandii s Anglií, když se stane jeho vazalem a zřekne se Krista. Jinak, že jej očekává v Lombardii. Zároveň si chce Otinel vyrovnat svůj osobní účet s Rolandem, který mu zabil otce. Karlova dcera Belissant se do Otinela zamiluje a k souboji s Rolandem jej dokonce vyzbrojí. Uprostřed boje je Otinel, osvícen Duchem svatým, jat nepřekonatelnou sympatií k Rolandovi a nechá se od arcibiskupa Turpina pokřtít. V následující bitvě se Saracény v Lombardii Karel zvítězí. Epos končí svatbou Otinela s Bellisant a tím, že se Otinel stane králem Lombardie.

### Vpád do Španěl
Frankoitalská píseň Vpád do Španěl (L'Entrée d'Espagne), složená kolem roku 1320, tvoří jakýsi prolog k Písni o Rolandovi. Vypráví o bitvách Karla Velikého se Saracény ve Španělsku, o třídenním souboji Rolanda s obrem Ferragussem a o Rolandových dobrodružstvích ve Svaté zemi a v Persii.

### Dobytí Pamplony
Frankoitalská píseň Dobytí Pamplony (asi 1328, Prise de Pampelune) je pokračováním písně Vpád do Španěl. Za autora je považován Niccolò da Verona. Epos vypráví o skutcích rytíře Rolanda poté, co se vrátil k vojsku císaře Karla Velikého ze svých cest po Svaté zemi a Persii.

### Píseň o Rolandovi
Píseň o Rolandovi (Chanson de Roland), skladba složená kolem roku 1100 a pravděpodobně nejstarší a nejznámější chanson de geste vůbec, vypráví o Rolandově smrti v bitvě v pyrenejském průsmyku Roncevaux, kde Saracéni díky zradě nevlastního Rolandova otce Ganelona zničí Rolandem vedený zadní voj Karlovy armády, která se vrací ze Španělska.

## Roland ve světovém umění
Postava rytíře Rolanda a především Píseň o Rolandovi inspirovaly celou řadu umělců k vytvoření vlastních děl na jejich motivy, ať už tomu bylo ve výtvarném umění, v literatuře, hudbě nebo ve filmu.

### Výtvarné umění
Výčet výtvarných děl inspirovaných rytířem Rolandem přesahuje možnosti tohoto článku. Jde nejen o nepřeberné množství ilustrací k různým vydáním eposu a jeho adaptací a děl vytvořených na jeho motivy, ale také o obrazy a sochy.

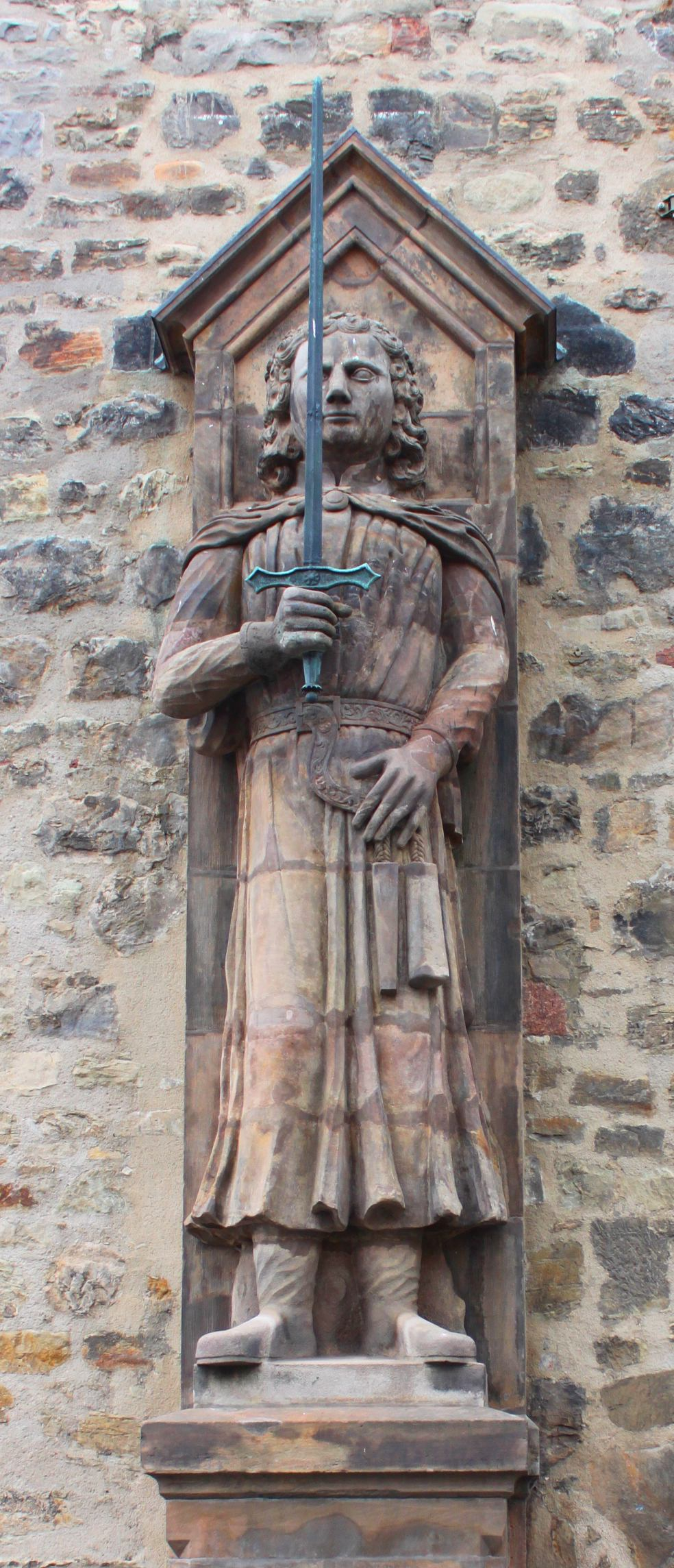
Socha Rolanda v Halle (1245)
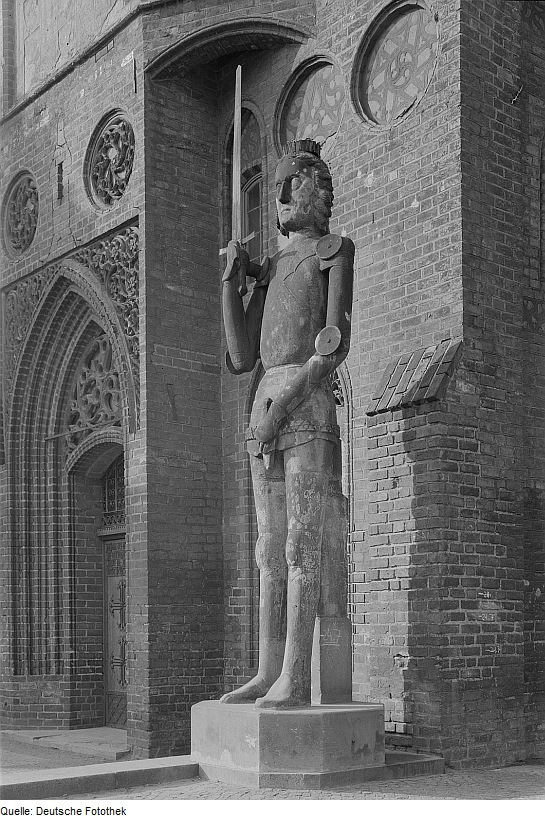
Brandenburg an der Havel (1402)
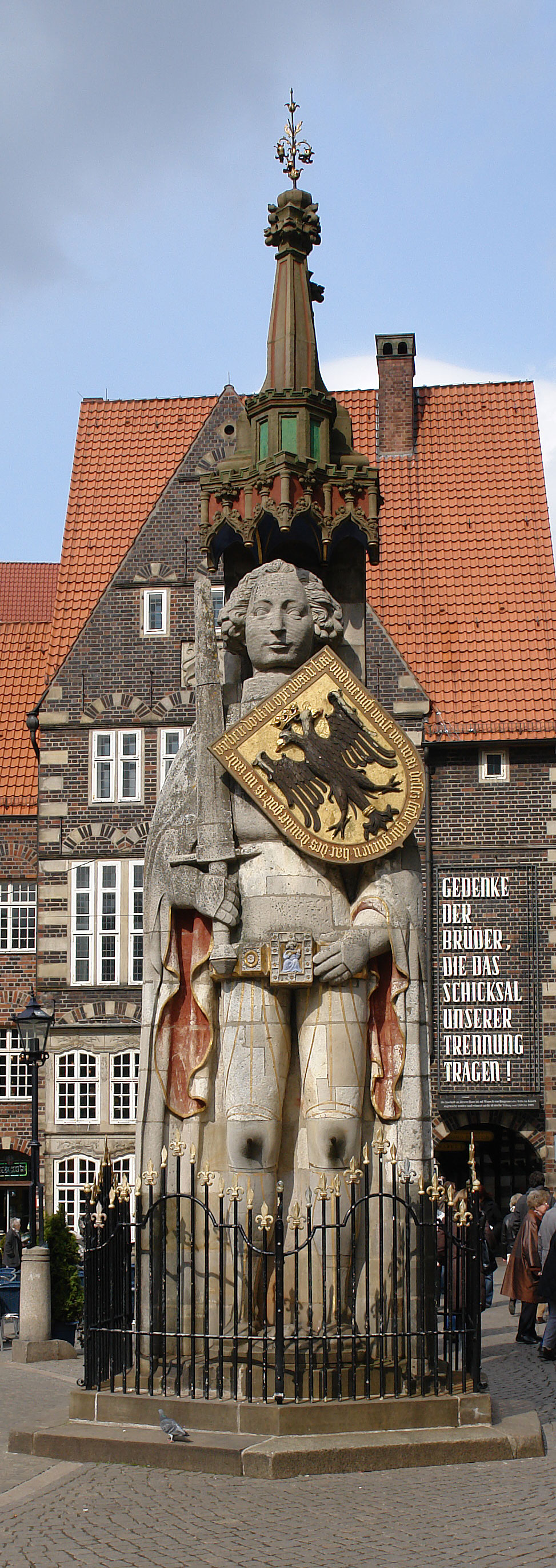
Socha Rolanda v Brémách (1404)
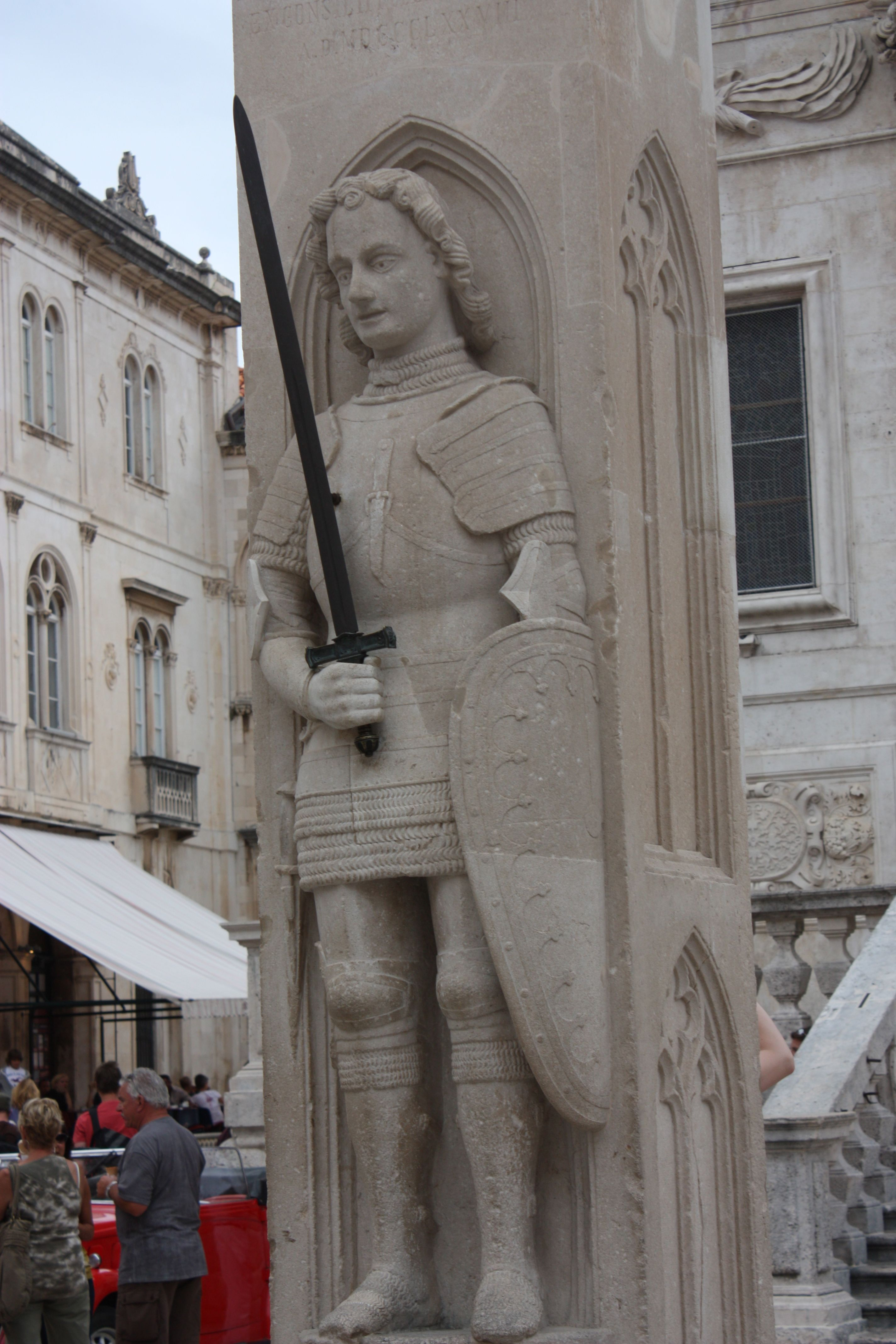
Rolandův sloup v Dubrovníku (1419)
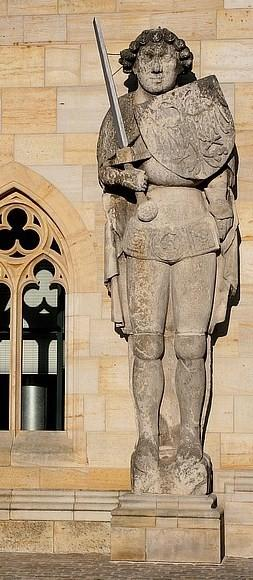
Rolandova socha v Halberstadtu (1433)
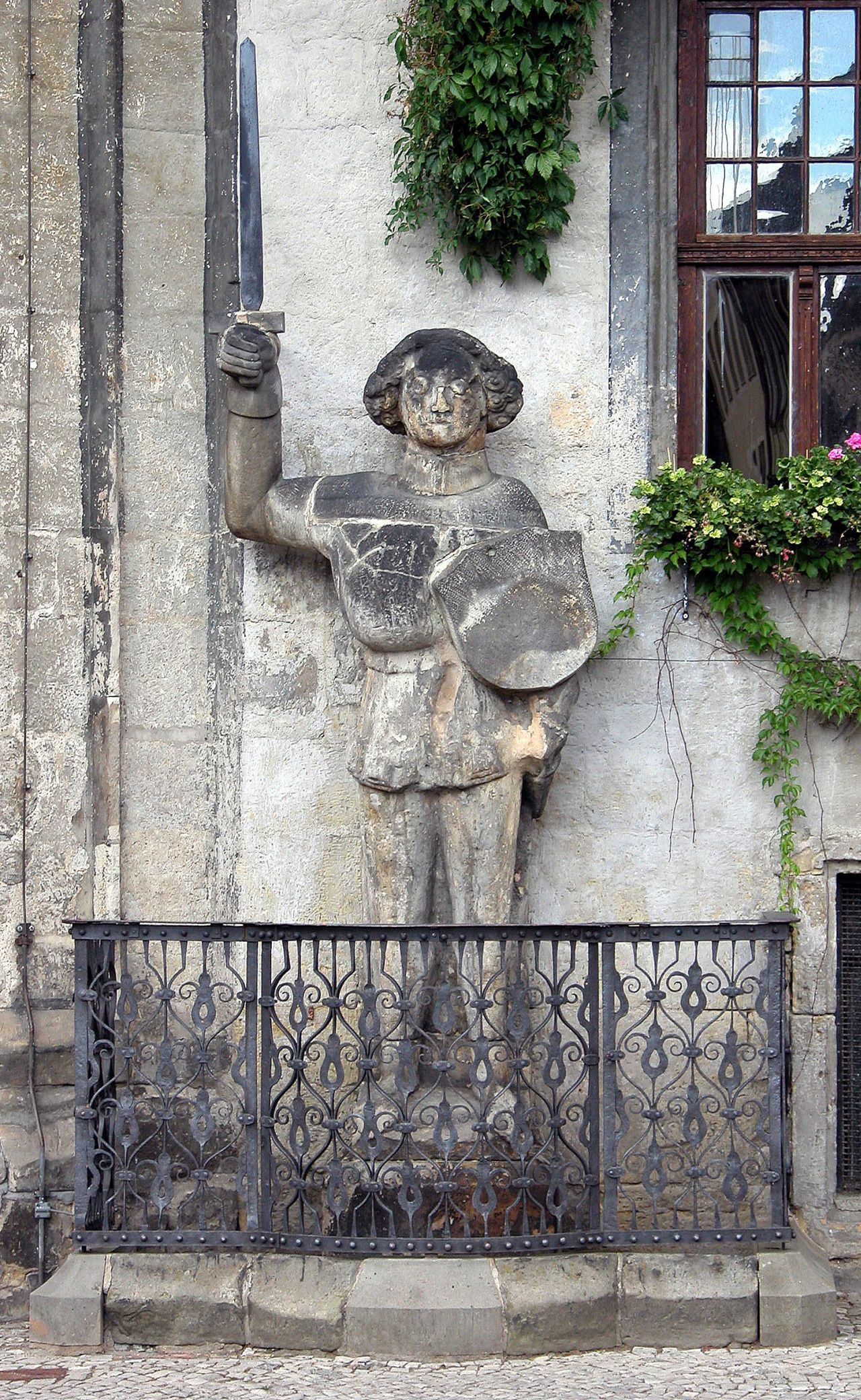
Socha Rolanda v Quedlinburgu (1460)
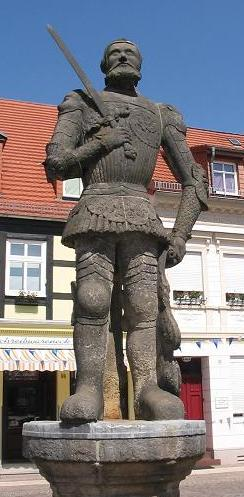
Rolandova socha v Perlebergu (1498)
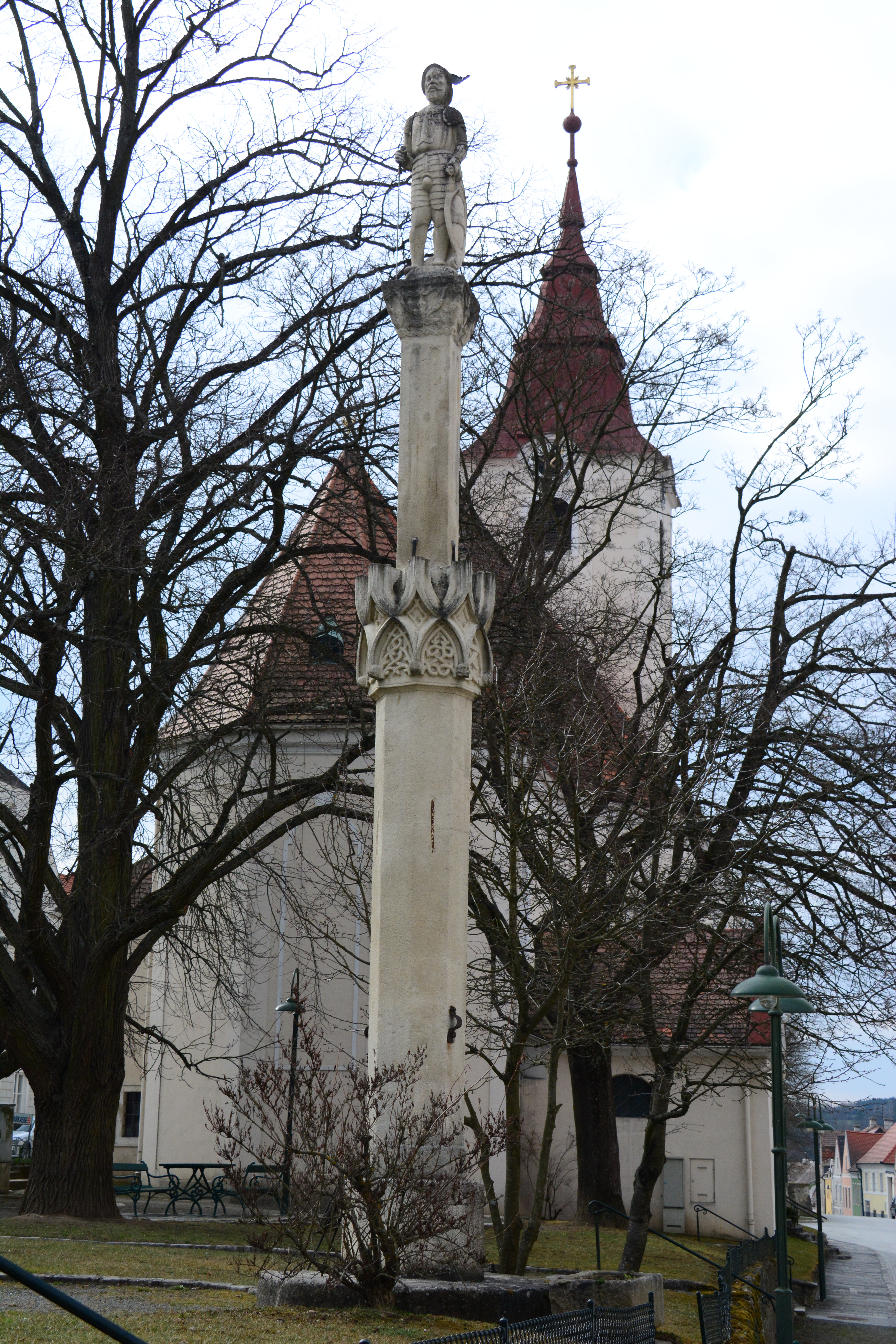
Pranýř v Drosendorfu (16. století)
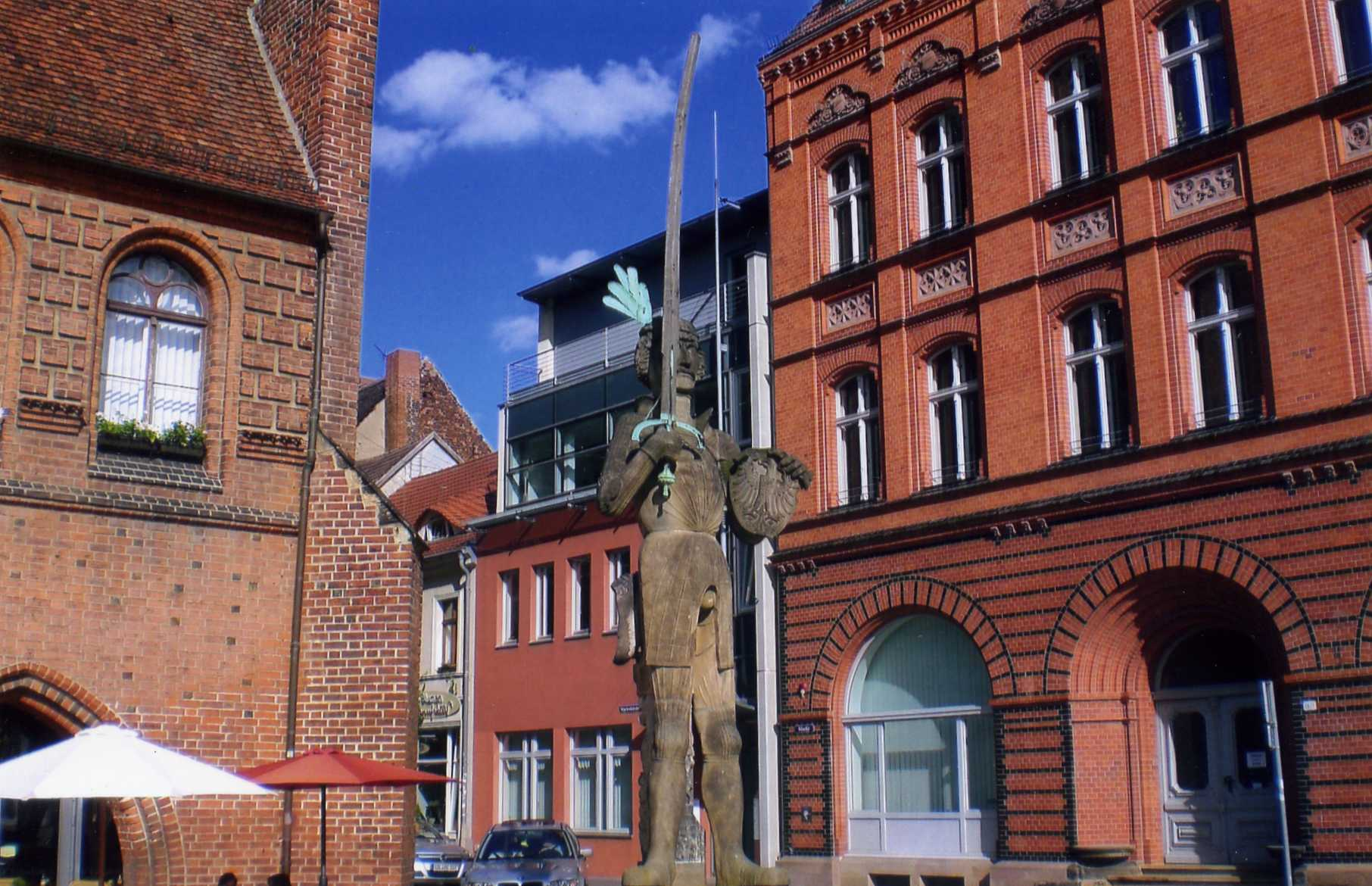
Rolandova socha ve Stendalu (1525)
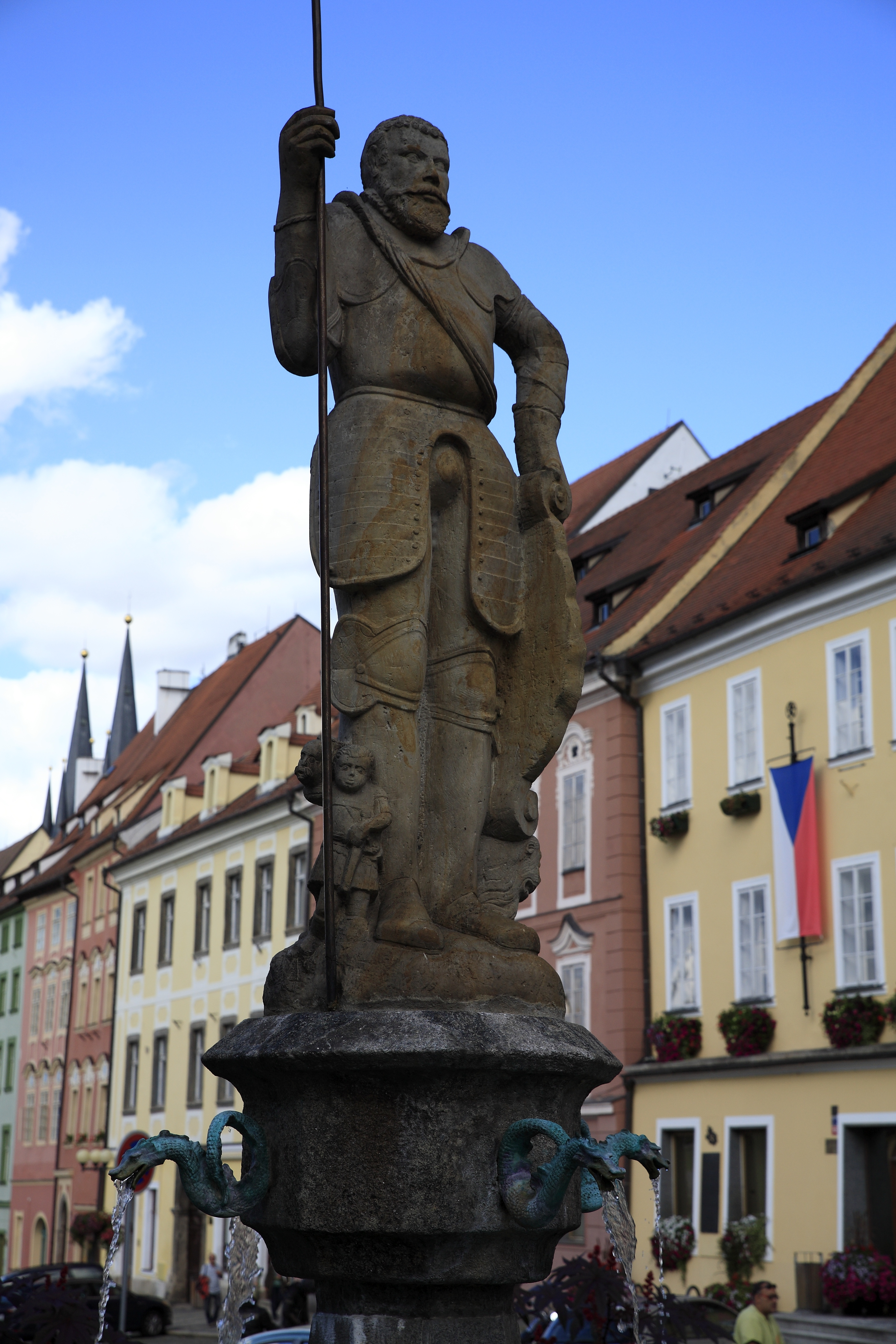
Rolandova kašna v Chebu (1528)
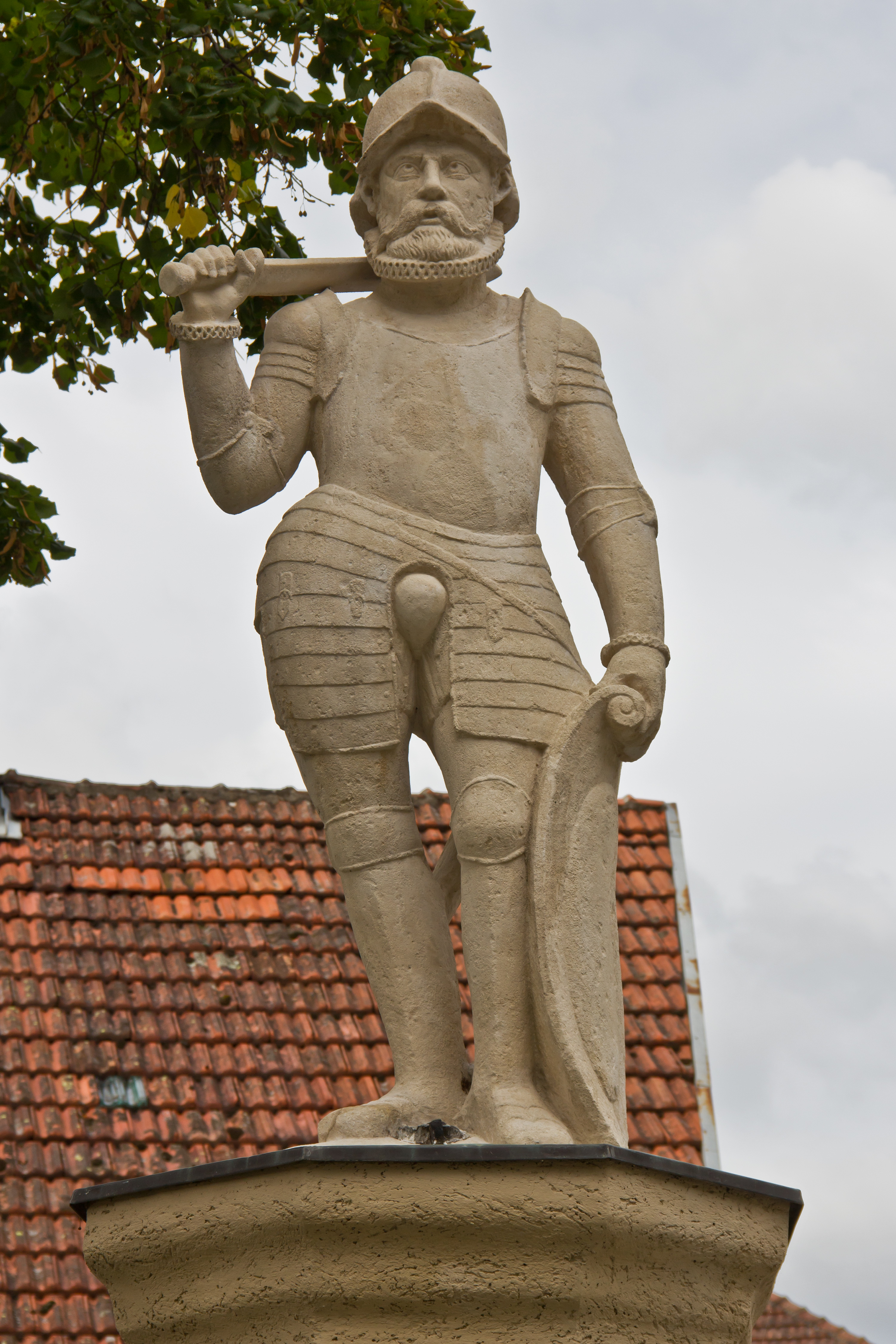
Pranýř ve Weitenu (kolem 1610)
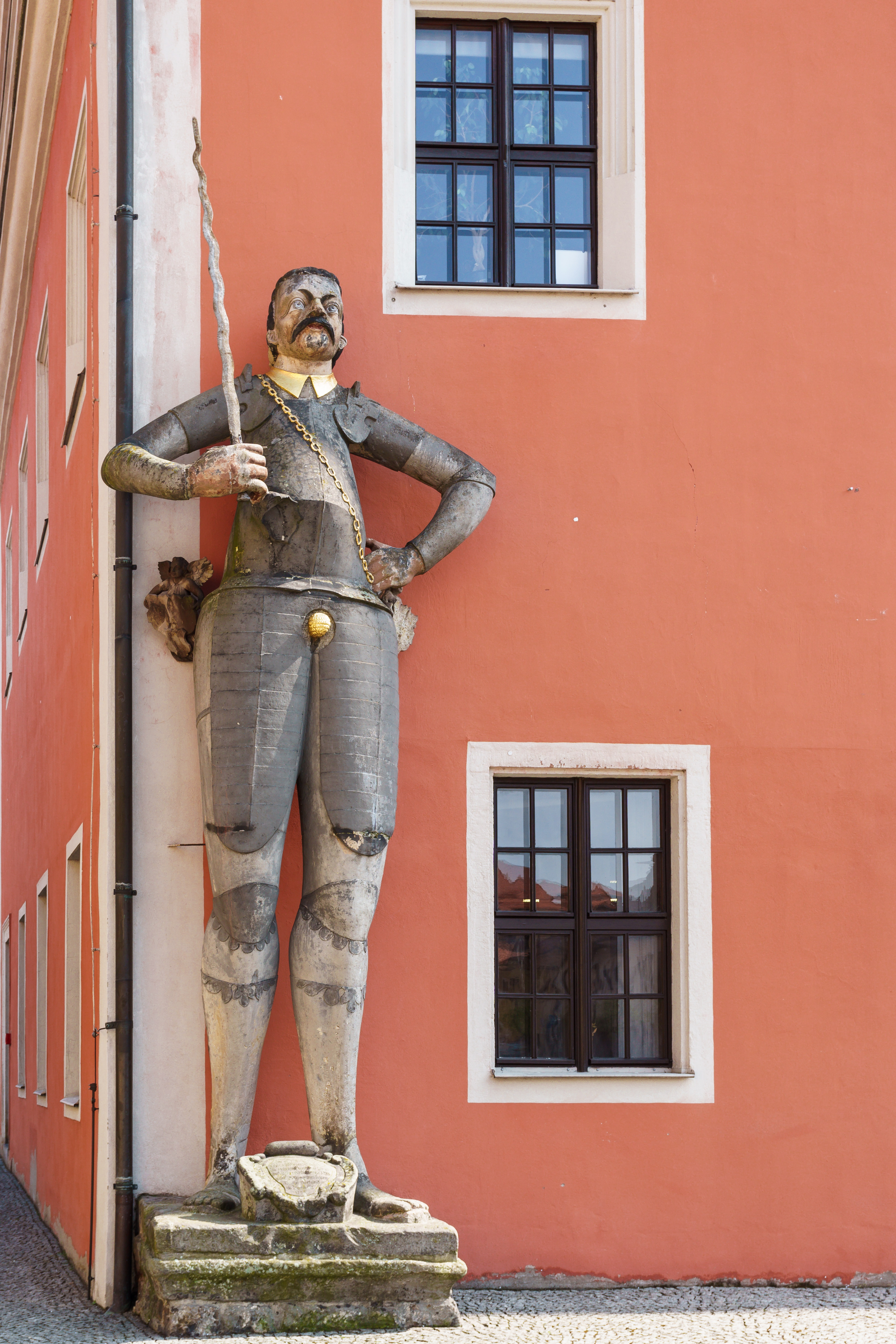
Socha Rolanda v Belgernu (1610)

### Literatura

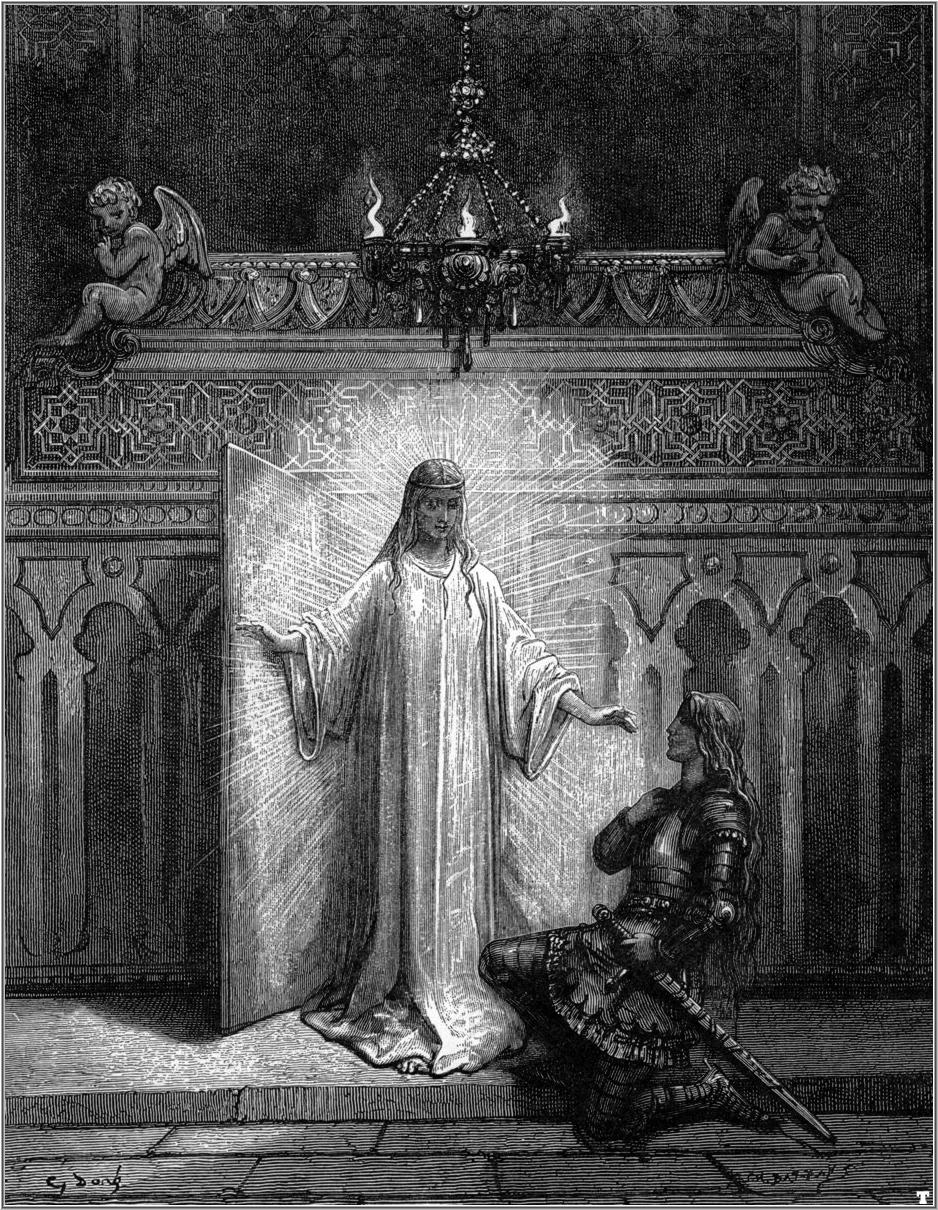
ilustrace Gustava Dorého k eposu Zuřivý Roland od Ludovica Ariosta z roku 1877.

### Hudba
- Jean-Baptiste Lully: Roland (1685), francouzská opera (tragédie lyrique), libreto sepsal Philippe Quinault podle Ariostova eposu Zuřivý Roland.[22]
- Antonio Vivaldi: Orlando finto pazzo (1714), italská opera seria, libreto Grazio Braccioli podle Bolardova eposu Zamilovaný Roland.[23]
- Antonio Vivaldi: Orlando furioso (1727, Zuřivý Roland), italská opera seria, libreto Grazio Braccioli podle Aristova eposu.[24]
- Georg Friedrich Händel: Orlando (1733), opera seria na italské libreto podle eposu Zuřivý Roland.[25]

### Film a televize
- Orlando e i Paladini di Francia (1956), italský film, režie Pietro Francisci.[26]
- Orlando furioso (1975), italský pětidílný televizní seriál, režie Luca Ronconi.[26]
- Le jeune homme et le lion (1977, Mladík a lev), francouzský televizní film o životě Karla Velikého a o jeho přátelství s rytířem Rolandem, scénář Jean Anouilh, režie Jean Delannoy.[26]
- La chanson de Roland (1978, Píseň o Rolandovi), francouzský film, režie Frank Cassenti.[26]